# 多諾萬 (伊利諾伊州)
多諾萬（英語：Donovan）是位於美國伊利諾伊州易洛魁縣的一個村落。

## 地理
多諾萬的座標為40°53′00″N 87°36′58″W / 40.88333°N 87.61611°W，而該地最高點為海拔高度205米（即673英尺）。

## 人口
根據2010年美國人口普查的數據，多諾萬的面積為0.80平方千米，當中陸地面積為0.80平方千米，而水域面積為0.00平方千米。當地共有人口304人，而人口密度為每平方千米380人。